# Миролюбовка (Бериславский район)
Миролюбовка (укр. Миролюбівка) — село в Нововоронцовской поселковой общине Бериславского района Херсонской области Украины.
Почтовый индекс — 74211. Телефонный код — 5533. Код КОАТУУ — 6524183001.

## Население
Население по переписи 2001 года составляло 731 человек.

### Языковой состав
Родной язык населения по данным переписи 2001 года:
| Язык       | Численность, чел. | Доля     |
| ---------- | ----------------- | -------- |
| Украинский | 705               | 96,44 %  |
| Русский    | 24                | 3,28 %   |
| Другое     | 2                 | 0,28 %   |
| Итого      | 731               | 100,00 % |

## Местный совет
74211, Херсонская обл., Нововоронцовский р-н, с. Миролюбовка, ул. Шевченка